# 문자 발생기

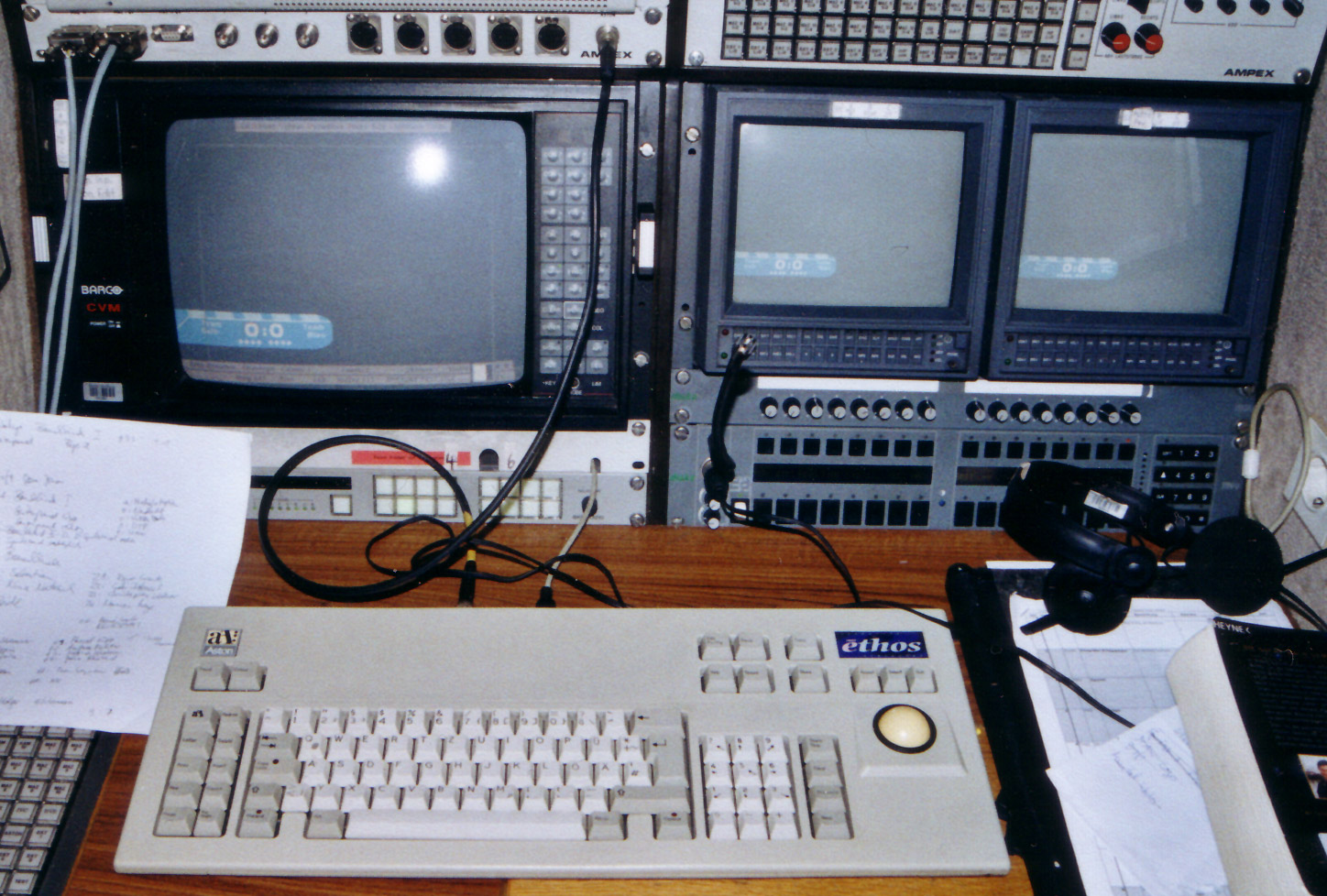
Aston Ethos 하드웨어 문자 발생기

문자 발생기, 줄여서 CG(Character generator)는 비디오 스트림에 키잉을 사용하여 움직이거나(뉴스 크롤 또는 롤) 정적인 문자열을 만들어 내는 장치나 소프트웨어를 말한다. 문자 발생기가 존재하지 않던 시기에 영상에 자막을 추가하는 주된 방식은 한 카메라를 검정 배경의 하얀 글씨에 쏘게 하는 것이었다.
현대의 문자 발생기들은 컴퓨터를 기반으로 하고 있으며, 문자열뿐 아니라 그래픽 또한 내보낼 수 있다. 문자 발생기는 주로 스포츠, 뉴스의 상황에 주로 쓰인다. 기본적으로 알파 채널을 이용하여 투명도를 조절한다.
북아메리카의 텔레비전 사업에서 문자 발생기가 만든 그래픽을 Chyron Corporation의 이름을 따서 Chyrons라고 부른다.  이와 비슷하게 영국에서는 이러한 그래픽을 Aston Broadcast Systems의 이름을 따서 Astons라고 부른다. 대한민국에서는 중국과 마찬가지로 문자 발생기를 자막기라고 줄여 말하며, 문자 발생기가 만든 그래픽을 간단히 자막이라고 부른다.

## 역사
모노스코프(monoscope)는 1960년대에 잠시 동안 컴퓨터 디스플레이의 텍스트 모드 비디오 렌더링을 위한 문자 생성기로 사용되었다. CBS Laboratories Vidiac 및 A. B. Dick 990 시스템은 방송 TV를 위한 최초의 문자 생성기 중 하나였다. CBS Laboratories는 나중에 1968년 미국 대통령 선거를 준비하기 위해 보다 발전된 비디폰트(Vidifont) 시스템을 개발했다. 선거에서는 뉴스 매체가 예상치 못한 인터뷰 대상자를 현장에서 식별할 수 있도록 전자 문자 생성의 빠른 방법이 필요했다. 아날로그 전자 장치를 사용하는 유사한 발전기인 앵커(Anchor)는 1970년 BBC에서 개발되었으며 그해 말 총선에서 사용되었다.

## 종류
문자 발생기는 하드웨어 방식과 소프트웨어 방식이 존재한다. 영상 믹서와 연결하여 사용할 수 있고, 믹서 없이 카메라로부터 직접 영상을 받아 송출할 수도 있다. 하드웨어 방식의 문자 발생기 기준으로, 영상 믹서와의 연결 방식은 다음 두 가지 가운데 하나가 쓰이는 것이 보통이다.
- 문자 발생기 → 영상 믹서 → 송출 : 문자 발생기의 콘텐츠 내용을 영상 믹서를 통해 영상과 혼합하여 송출한다.
- 영상 믹서 → 문자 발생기 → 송출 : 영상의 내용을 문자 발생기 장치에 내보내고, 문자 발생기에서 영상과 혼합하여 송출한다.

소프트웨어 방식의 문자 발생기는 영상 편집 소프트웨어에 통합되어 있거나, 고급 영상 편집을 위해 별도의 제품으로 제공된다. 그러나 일부 소프트웨어 방식의 문자 발생기는 하드웨어 방식의 문자 발생기와 마찬가지로 생방송 중계에 이용할 수 있다.

### 하드웨어 문자 발생기

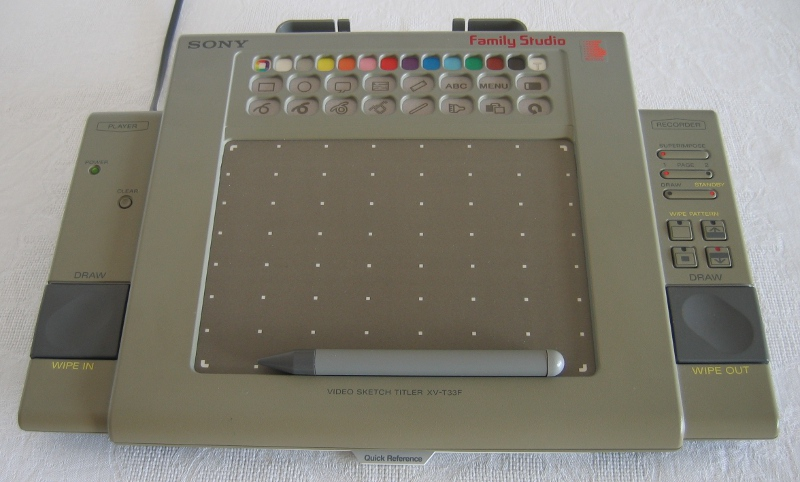
가정 및 준전문가용 하드웨어 문자 발생기(1994년. 드로잉 영역 위에다 펜을 두고 사용함으로써 동작함)

하드웨어 문자 발생기는 텔레비전 스튜디오와 비디오 편집실에서 사용된다. 탁상 출판과 유사한 인터페이스를 사용하여 정적 및 움직이는 텍스트 또는 그래픽을 생성할 수 있으며, 장치는 이를 디지털 시리얼 디지털 인터페이스(SDI) 또는 아날로그 컴포넌트 비디오, 고화질 또는 RGB 비디오와 같은 일부 고품질 비디오 신호로 인코딩한다. 또한 합성 비전 믹서가 CG 비디오의 어느 영역이 반투명인지 결정하기 위해 알파 채널로 사용할 수 있는 주요 신호를 제공한다.

### 소프트웨어 문자 발생기
소프트웨어 CG는 표준 기성 컴퓨터 하드웨어에서 실행되며 비선형 편집 시스템(NLE)과 같은 비디오 편집 소프트웨어에 통합되는 경우가 많다. 그러나 일부 독립 실행형 문자 발생기 제품은 고급 비디오 편집 소프트웨어처럼 자체적으로 텍스트 생성 기능을 제공하지 않거나 내부 CG 효과가 충분히 유연하고 강력하지 않은 응용 프로그램에 사용할 수 있다. 일부 소프트웨어 CG는 특수 소프트웨어 및 컴퓨터 비디오 인터페이스 카드를 사용하여 라이브 프로덕션에 사용할 수 있다. 이 경우 하드웨어 발생기와 동일하다.

## 용례
북미 TV 사업에서는 문자 발생기에 의해 생성된 디지털 온스크린 그래픽을 샤이론 코퍼레이션(Chyron Corporation)의 이름을 따서 종종 "샤이론"(Chyron)이라고 부르기도 한다. 마찬가지로 영국에서는 이러한 그래픽을 아스톤 브로드캐스트 시스템즈(Aston Broadcast Systems)의 이름을 따서 "아스톤스"(Astons)라고 부르는 경우가 많다. 이는 일반화된 상표의 예이다.
최신 문자 발생기는 예상치 못한 상황에서 사용할 수 있는 고해상도 애니메이션 그래픽을 신속하게(즉시) 생성할 수 있다는 점을 고려하면 문자 발생기는 생방송 TV 스포츠 또는 TV 뉴스 프레젠테이션의 방송 영역에서 주로 사용된다. 방송은 속보 보도 기회를 결정한다. 예를 들어 축구 경기에서 이전에 알려지지 않은 선수가 멋진 날이 될 것으로 보이는 상황이 시작되면 문자 발생기 운영자는 "셸"(shell) 템플릿을 사용하여 새로운 그래픽을 신속하게 구축할 수 있다. 문자 발생기는 현장이나 뉴스룸의 이벤트에 따라 보도 방향이 결정되는 생방송 TV의 요구 사항을 충족하는 데 사용되는 많은 기술 중 하나이다. 문자 발생기 개발이 진행됨에 따라 생방송 TV 소비자의 기대에 부응하기 위해 새로운 플랫폼과 운영 체제가 발전함에 따라 하드웨어와 소프트웨어 생성기 간의 구별이 덜 명확해졌다.

## 방식
문자 발생기를 사용할 수 있기 전에는 비디오 이미지에 제목을 추가하는 주요 방법은 하나의 카메라를 사용하여 검정색 배경에 흰색 글자를 촬영하는 것이었고, 그런 다음 실사 카메라의 비디오와 결합하여 단일처럼 보이는 것을 형성했다. 그 위에 하얀 글자가 겹쳐진 것처럼 보이는 이미지였다. 사실 오늘날까지도(그리고 이 기술이 현대 CG에 비해 오래 전부터 구식이라는 사실에도 불구하고) 생방송 TV의 일부 감독은 CG 출력을 원할 때 기술 감독(TD)에게 "슈퍼(super)를 추가"하라고 계속 명령하고 있다. 기술이 발전함에 따라 타이틀 카메라의 흰색 글자를 라이브 비디오를 통해 "키"(합성)하는 기능이 가능해졌다. 일부 감독들은 여전히 이것을 "그래픽 키잉"이라고 부른다. 마지막으로, 현대 CG는 보다 정확하고 사실적인 "키잉"을 허용할 뿐만 아니라 CG의 여러 그림 요소를 추가하여 물리적으로 비디오 이미지 위에 3차원 그래픽이 겹쳐지는 듯한 느낌을 더해준다. CG의 풀 모션 그래픽과 CG에 의한 그래픽 요소의 애니메이션을 추가하면 "문자 발생기"와 "컴퓨터 그래픽" 사이의 경계가 모호해지며, 그래픽과 비디오를 우아하게 표현하는 CG의 능력과 컴퓨터의 인터페이스 능력이 결합된다. 게임 채점 및 타이밍 시스템, 경기장이나 코트에서 선수의 성과 총계를 유지하고 개별 선수와 관련 팀 모두에 대한 통계를 도출하고 다른 게임 장소나 텔레비전 네트워크의 마스터에 있는 컴퓨터 시스템과 접점을 이룬다.
기술이 발전하고 소비자급 컴퓨팅 장비가 그래픽적으로 더욱 정교해짐에 따라 하드웨어와 소프트웨어 CG 간의 차이가 점점 더 명확해지고 있지만 CG를 하드웨어 종속 또는 소프트웨어 종속으로 보는 것이 가장 쉽다.

## 같이 보기
- 자막
- 영상 믹서
- 엔딩 크레디트
- 크레디트 (예술)
- 디지털 자산
- 래스터화
- 텍스트 모드